# Robert Thierry
Pour les articles homonymes, voir Thierry.

a Compétitions nationales et continentales officielles uniquement.

b Matchs officiels uniquement.
Robert Thierry, né le 23 juin 1893 à Brienon-sur-Armançon et mort le 21 octobre 1973 à Valence-en-Brie, est un joueur international français de rugby à XV de 1,83 m pour 84 kg, ayant occupé le poste de troisième ligne aile ou centre en sélection nationale et au Racing club de France.
Il est éborgné durant la Première Guerre mondiale, tout comme Marcel-Frédéric Lubin-Lebrère avec lequel il joue trois matchs durant le tournoi 1920, ainsi que le test-match du 7 octobre de la même année face aux américains californiens fraichement champions olympiques.
En parallèle de sa carrière sportive, il est exploitant agricole. D'octobre 1947 à mars 1959, il est par ailleurs maire de Noisy-le-Roi (Seine-et-Oise, actuelles Yvelines).

## Palmarès
- 4 sélections en équipe de France de rugby à XV en 1920
- Vice-champion olympique en 1920
- Participation au Tournoi des Cinq Nations de 1920
- Vice-champion de France en 1919

## Décorations
- Chevalier de la Légion d'honneur (décret du 9 octobre 1917)
- Croix de guerre 1914–1918